# Až na věky
Až na věky je první studiové album hudebního projektu Rigor Mortiz, který tvořili hiphopoví umělci Deph, Affro a Skupla.
Texty složil Deph mezi lednem a červnem roku 1997, nahrávání proběhlo v červnu 1997 v nahrávacím studiu AE Landscape Studios Praha Jana Marka. Ještě týž rok v Nizozemsku vyšla kazeta, v Německu LP deska a CD. Autorem přebalu desky je Boris Pergner, který byl jedním z těch, komu byla deska věnována (dalšími byli bratr DJe Skuply, Robert, a Terezka). Album je považováno za prvního zástupce žánru horrorcore na české hudební scéně, hlavním tématem, které prochází skrz celé album, je smrt. Při tvorbě desky se autor nechal inspirovat zahraničními umělci jako Biggie Smalls nebo DMX a samotné Až na věky je považováno za jedno ze stěžejních děl českého rapu.

## Seznam skladeb
Hudbu složil(i) Deph, Lord Finesse, FunkMaster Frankenstein, Beatnuts, texty napsal(i) Deph.
| Pořadí         | Název                      | Délka |
| -------------- | -------------------------- | ----- |
| 1.             | Intro (Povídky Ze Záhrobí) | 0:54  |
| 2.             | Vyděs Mě                   | 2:58  |
| 3.             | Rigor Mortiz               | 3:51  |
| 4.             | Černá Kronika              | 4:29  |
| 5.             | Čísla                      | 4:00  |
| 6.             | Smrtelný Zlo Part I        | 2:27  |
| 7.             | Věříš?                     | 3:24  |
| 8.             | Na To Vám…!                | 2:57  |
| 9.             | Hřbitovní Kvítí            | 1:36  |
| 10.            | Stane Se!                  | 2:54  |
| 11.            | Beznadějnej Svět           | 3:19  |
| 12.            | Ďáblovo Dítě               | 4:05  |
| 13.            | Dokonalej Zločin           | 3:01  |
| 14.            | Paranója                   | 3:19  |
| 15.            | Smrtelný Zlo Part II       | 3:19  |
| 16.            | Noc Oživlých Mrtvol        | 3:48  |
| 17.            | Pro Všechny M.V.P.         | 3:40  |
| 18.            | Outro (Odpočívej V Pokoji) | 3:14  |
| Celková délka: | Celková délka:             | 57:40 |

Reedice, která v roce 2004 vyšla pod labely Strojovna a BBaRák, přidala na desku čtyři skladby - Den Poté, Černá Kronika (Elipsy Kruhu Mix), Dokonalej Zločin Remix a Level 9 (feat. Germ, Harvey Dent).